# Silnice III/37445
Silnice III/37445 je silnice III. třídy v Jihomoravském kraji vedoucí z Bílovic nad Svitavou přes Adamov do Křtin. Je jedinou silnicí, která vede přes Adamov.
Z Bílovic nad Svitavou vede silnice úzkým údolím podél řeky Svitavy, kterou na třech místech překračuje mostem; zároveň čtyřikrát podjezdem překonává železniční trať Brno – Česká Třebová. V Adamově se silnice stáčí do Křtinského údolí a vede podél Křtinského potoka do Křtin. Mezi Adamovem a Křtinami prochází chráněnou krajinnou oblastí Moravský kras.

## Historie
Silnice mezi Bílovicemi nad Svitavou a Adamovem byla vybudována ve 30. letech 20. století. Byla vyžadována kvůli do té doby velmi špatnému silničnímu spojení Adamova s Brnem. Nazývána byla „krasová silnice“.[chybí lepší zdroj] Úsek mezi Bílovicemi nad Svitavou a Adamovem byl roku 2022 prohlášen za úsek v havarijním stavu a byla na něm trvale snížena maximální povolená rychlost na 50 km/h.
Do roku 2023 byl úsek mezi Bílovicemi a Adamovem součástí silnice II/374. V tomto roce byl degradován a spojen se silnicí III/37445 Adamov–Křtiny.
Na silnici probíhá pravidelné sčítání dopravy v pětiletých cyklech. Při sčítání dopravy v roce 2020 byl na úseku mezi Adamovem a Josefovem napočítán průměrný průjezd 1610 vozidel za jeden den, z toho 185 těžkých nákladních vozidel. Na úseku mezi Adamovem a Bílovicemi to bylo 989 vozidel, z toho 37 těžkých nákladních vozidel.

## Nerealizované prodloužení do Blanska
V minulosti bylo zamýšleno propojit tehdejší nenavazující úsek Adamov – Bílovice nad Svitavou silnice II/374 skrz údolí řeky Svitavy a napojit komunikaci na silnici II/379 u Svaté Kateřiny. Plán byl zakotven v územním plánu vyššího územního celku CHKO Moravský kras a také tehdejšího územního plánu města Adamova. Později však v nadřazené dokumentaci tento plán již podporován nebyl a k jeho realizaci nikdy nedošlo.